# Nova Fun
Nova Fun je česká neplacená komerční televizní stanice, patřící k Nova Group, která svůj program zaměřuje výhradě na pořady, seriály či filmy komediálního žánru. Licenci na její vysílání vlastní společnost TV Nova s. r. o., která spadá pod zahraniční společnost CME. Stanice začala vysílat 23. prosince 2012 pod názvem Smíchov TV. 4. února 2017 došlo k přejmenování na Nova 2 za účelem sjednocení názvů kanálů skupiny Nova. Dne 20. září 2021 získala stanice opět nový název, a to Nova Fun.

## Historie

### Přípravy vysílání
Koncept založení stanice zaměřující se především na komedie a zábavu se začal připravovat již v roce 2010. Na realizaci se však začalo intenzivně pracovat až šest měsíců před ostrým startem. První zmínka o názvu Smíchov přišla v září roku 2012, kdy si Nova zaregistrovala názvy Smíchov TV, Smíchov, Podolí a Podolí TV. Dne 28. září 2012 si také nechala registrovat i logo pro názvy Smíchov a Podolí. Začátkem prosince, přesněji 4. prosince 2012, bylo oznámeno, že Nova získala licenci pro svůj čtvrtý volně šířený kanál s názvem Smíchov. Pár dní po oznámení získání licence byla spuštěna testovací smyčka v multiplexu 4 a oficiální webové stránky. Dne 12. prosince 2012 bylo oznámeno, že stanice začne vysílat den před Štědrým večerem, tedy 23. prosince 2012.
Stanice odstartovala 23. prosince 2012 v 18.00 hodin, start se neobešel bez technických problémů, za které se Nova později omluvila. Od února 2013 je stanice měřena peoplemetry. Za první den stanice oslovila v průměru 0,78 procenta dospělého publika a 1,27 procenta ve skupině mladších diváků od 15 do 54 let. V březnu 2013 se stanice Smíchov dostala také do satelitu, což také pomohlo k menšímu nárůstu sledovanosti.
Dne 11. července 2013 byla schválena žádost o možnosti vysílání stanice 21 až 24 hodin denně. K prvním narozeninám stanice byl spuštěn první původní pořad Desítka, jde o minutovou hitparádu gagů, komických situací a výroků.
Dne 1. července 2015 dostala stanice novou grafiku a program začal nabízet každý den v hlavním vysílacím čase sitcomy.
U příležitosti svých 23. narozenin se Nova rozhodla přejmenovat od 4. února 2017 kanál Smíchov na Nova 2. Také byly přejmenovány kanály Fanda na Nova Action a Telka na Nova Gold.

## Program
Stanice vysílá 21 až 24 hodin denně. Svůj program zaměřuje na komediální a zábavní pořady, seriály a filmy. Více než polovina programu je složena z americké akvizice. V prosinci 2013 při oslavách prvního roku vysílání zavedla pravidelný program, kdy se od pondělí až do čtvrtka od 20.00 hodin vysílají komediální seriály a ve zbylých třech dnech jsou na programu v hlavním vysílacím čase převážně komediální filmy. V současné době (září 2021) vysílá Nova Fun sitcomy 7 dnů v týdnu.

### Vlastní tvorba
Při startu stanice bylo zařazení vlastní tvorby do vysílání jedním bodem v budoucnosti. Původní tvorbu do vysílání zařadit plánujeme, ale v tuhle chvíli je předčasné říct, kdy to bude, kolik pořadů a podobně, řekla programová ředitelka Alex Ruzek. První zařazení vlastní tvorby přišlo koncem roku 2013, kdy stanice představila pětiminutový pořad Desítka, ve kterém se objevuje hitparádu gagů, komických situací a výroků. Ve vysílání však jsou pořady jako Stahovák, Ptákoviny, To nevymyslíš, Tele Tele či talk show MR. GS, tedy vlastní tvorba kanálu Nova.
Po rebrandingu v únoru 2017 došlo k přidání vlastní původní tvorby na tento kanál. Jde o novou zpravodajskou relaci TN2, která se vysílá každý všední den od 22.00. Další programové novinky byly postupně doplňovány, na začátku března téhož roku byl například spuštěn pořad z právnického prostředí s názvem Soudy Kláry Slámové. Za nedlouho byl však pořad pro nízkou sledovanost stažen z vysílání.

### Zahraniční akvizice
Na zahraniční akvizice je založen celý program stanice. Většina seriálů pochází z Ameriky, nechybí zde však ani program ze Slovenska či Německa. Stanice nabízí známé seriály, které pouze reprízuje např.: Správná Susan, Joey, Kutil Tim, Ženatý se závazky, Krok za krokem, Zlatá sedmdesátá, Plný dům, Přátelé, Fresh Prince, Nové trable staré Christine, Co mám na tobě ráda nebo Teorie velkého třesku. Premiérově stanice uvádí seriály jako Zpátky do školy, Dva a půl chlapa, 2 Socky, Tři kluci a nemluvně, Mike a Molly, Pravidla zasnoubení, Znovu 20 nebo Máma. Ze slovenské produkce se zde objevuje seriál Susedia.
Dopoledne se zde vysílá dětský blok zvaný Smíškové, ve kterých se střídají seriály jako Kung Fu Panda: Legendy o mazáctví, Spongebob v kalhotách, Oggy a Škodíci a seriály o postavě Scooby-Doo, mezi které patří stejnojmenný seriál Scooby-Doo, dále Scooby-Doo na stopě, Scooby a Scrappy-Doo a Scooby-Doo: Záhady s.r.o. Od 3. dubna 2017 se večerní dětský blok přesunul v rámci změn programové nabídky u stanic TV Nova na stanici Nova Gold, v roce 2021 byl blok zrušen.
V programu se objevovaly komediální, rodinné či trapno-hororové filmy jako například Policejní akademie, Scary Movie, Norbit, Pan tělocvikář, Bláznivá školka, Bláznivá střela či Hledání zbloudilé duše.

### Aktuální program

#### Zahraniční pořady
- Dva a půl chlapa (Two and Half Men)
- Mike a Molly (Mike & Molly)
- Griffinovi (Family Guy)
- Přátelé (Friends)
- Krok za krokem (Step by Step)
- Sex ve městě (Sex and the City)
- Ženatý se závazky (Married... with Children)
- Mafstory
- Máma (Mom)
- Mladí a hladoví (Young & Hungry)
- Kutil Tim (Home Improvement)
- Joey (Joey)
- Tři kluci a nemluvně (Baby Daddy)
- 2 Socky (2 Broke Girls)
- Kevin si počká (Kevin Can Wait)
- Znovu 20 (Younger)
- Teorie velkého třesku (The Big Bang Theory)
- Americká manželka (American Housewife)
- Průměrňákovi (The Middle)
- Susedia
- Zlatá sedmdesátá (That '70s Show)

#### Reprízy pořadů TV Nova
- TELE TELE
- Stahovák

## Sledovanost
Za první den stanice oslovila v průměru 0,78 procenta dospělého publika a 1,27 procenta ve skupině mladších diváků od 15 do 54 let. V březnu 2013 se stanice Smíchov dostala také do satelitu, což také pomohlo k menšímu nárůstu sledovanosti. V červenci 2013 Smíchov dosáhl rekordu u dospělého publika celodenního podílu 1,25 procenta (1,98 procenta u publika od 15 do 54 let).
V době svých prvních narozenin stanice oslovovala přibližně 1,69 % diváků 15–54.
V roce 2019 dosáhla stanice průměrné sledovanosti 2,49 % diváků 15–54.

## Dostupnost
Stanice je volně dostupná v multiplexu 24, v satelitních platformách, kabelové a IPTV televizi.

## Loga stanice

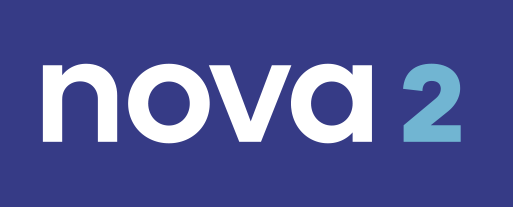
Druhé logo stanice (2017–2021)
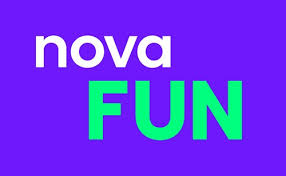
Třetí logo stanice (2021–současnost)